# Rumpler C.VII
Il Rumpler C.VII fu un monomotore biplano da ricognizione d'alta quota sviluppato dall'azienda aeronautica tedesco imperiale Rumpler Flugzeugwerke GmbH negli anni dieci del XX secolo.
Sviluppo del precedente ed apprezzato Rumpler C.IV, venne realizzato per equipaggiare i reparti della Luftstreitkräfte, la componente aerea del Deutsches Heer (l'esercito imperiale tedesco), con un modello in grado di compiere missioni di ricognizione aerea sopra il territorio nemico ad una quota superiore alla gittata massima delle loro artiglierie contraerei, con un profilo di missione che tutelava adeguatamente equipaggio, mezzo e scopo della missione. Inizialmente dotato di armamento, in seguito ne venne sviluppata una versione disarmata, indicata come C.VII "Rubild" (o "Rubilt") da fotoricognizione dotata di fotocamera munita di dispositivo di scatto automatico.

## Storia del progetto
La continua e veloce evoluzione tecnologica che interessò l'aviazione durante la prima guerra mondiale costrinse i contendenti ad adeguare i propri mezzi alle capacità altrui ed i tedeschi, che già dovevano affrontare il fuoco dell'artiglieria contraerea sul fronte occidentale, furono costretti a scontrarsi con la caccia nemica equipaggiata con modelli sempre più efficienti e letali. Il successo ottenuto dalla Rumpler in servizio dal loro C.IV, quarto modello C-Typ, così com'erano indicati i ricognitori biposto armati dalle convenzioni Idflieg realizzato dall'azienda, ha suggerito, nella seconda parte del 1917, di svilupparne una nuova versione destinata alle missioni d'alta quota per cercare di recuperare il vantaggio.
La scelta operata dall'azienda fu quella di sfruttare le doti del motore 6 cilindri in linea Maybach Mb.IVa da 240 PS (177 kW) raffreddato a liquido, il quale, grazie all'adozione di un compressore meccanico, riusciva a funzionare correttamente anche ad alta quota mantenendo una sufficiente potenza per poter gestire un velivolo. Benché in quel periodo fosse disponibile anche il più potente Mercedes D.IVa da 260 PS (191 kW), gli fu preferito il Maybach perché molto meno sensibile al calo di potenza occorso mentre si saliva. Per la cellula si ripropose l'impostazione già utilizzata per i precedenti modelli C-Typ realizzati dall'azienda, struttura in tecnica mista, fusoliera biposto con abitacoli posizionati in tandem, con parziali differenze nel carrello d'atterraggio, sempre un biciclo fisso più pattino d'appoggio posteriore ma ora più alto negli elementi anteriori allo scopo di poter adottare un'elica di maggior diametro, e nella velatura, sempre biplana ma, rispetto al C.IV da cui derivava, diversa, adattata alle caratteristiche d'alta quota, adottando un'apertura più piccola di 11 cm ed una corda alare leggermente maggiore.

## Impiego operativo
Il Rumpler C.VII entrò in servizio con i reparti di ricognizione aerea della Luftstreitkräfte verso la fine del 1917, introdotto simultaneamente in due differenti versioni differenziate leggermente nell'equipaggiamento in funzione del profilo di missione che sarebbero andate a svolgere, entrambe comunque dotate di un generatore elettrico in grado di riscaldare le tute dei due membri dell'equipaggio e di un impianto di erogazione di ossigeno, accorgimenti necessari per la salvaguardia della salute e della capacità operativa.
La versione "standard" era destinata alla ricognizione aerea a lungo raggio, equipaggiata con un'apparecchiatura radio che consentiva all'osservatore di comunicare in tempo reale la dislocazione delle forze avversarie. Era inoltre dotata di armamento difensivo costituito da un paio di mitragliatrici, una LMG 08/15 calibro 7,92 mm in caccia ed una pari calibro Parabellum MG 14 brandeggiabile posteriore montata su supporto snodato.
La versione identificata come "Rubild" (o "Rubilt") era invece destinata alle missioni ad alta quota, caratterizzata dall'assenza di armamento ed equipaggiata solamente con un'apparecchiatura fotografica munita di dispositivo di scatto automatico. Il profilo di missione prevedeva di riprendere immagini che fissate su una pellicola, una volta ritornati a terra e sviluppata potevano essere direttamente esaminate dagli strateghi per discutere sulle contromisure tattiche sul teatro operativo.
Le caratteristiche del modello permettevano una tangenza operativa oltre i 7 000 m, sufficiente per evitare sia i colpi d'artiglieria, la cui gittata risultava inferiore, sia per evitare la maggior parte dei caccia avversari, incapaci di raggiungere quella quota. I pochi modelli in grado di riuscirci risultavano comunque incapaci di raggiungere uguali velocità in volo livellato venendo facilmente distanziati.
Il Rumpler C.VII risultò particolarmente efficace rimanendo in servizio con la Luftstreitkräfte fino al termine del conflitto.

## Versioni
C.VII
versione biposto da ricognizione a lungo raggio ed alta quota dotata di armamento difensivo.
C.VII "Rubild" (o "Rubilt")
versione disarmata da fotoricognizione ad alta quota dotata di fotocamera munita di dispositivo di scatto automatico.

## Utilizzatori
Germania
- Luftstreitkräfte

 Regno dei Serbi, Croati e Sloveni
- Aviacijsko Odeljenje Jugoslovenske Kraljevske Armije

 Svizzera
- Forze aeree svizzere